# Greyfriars-Friedhof

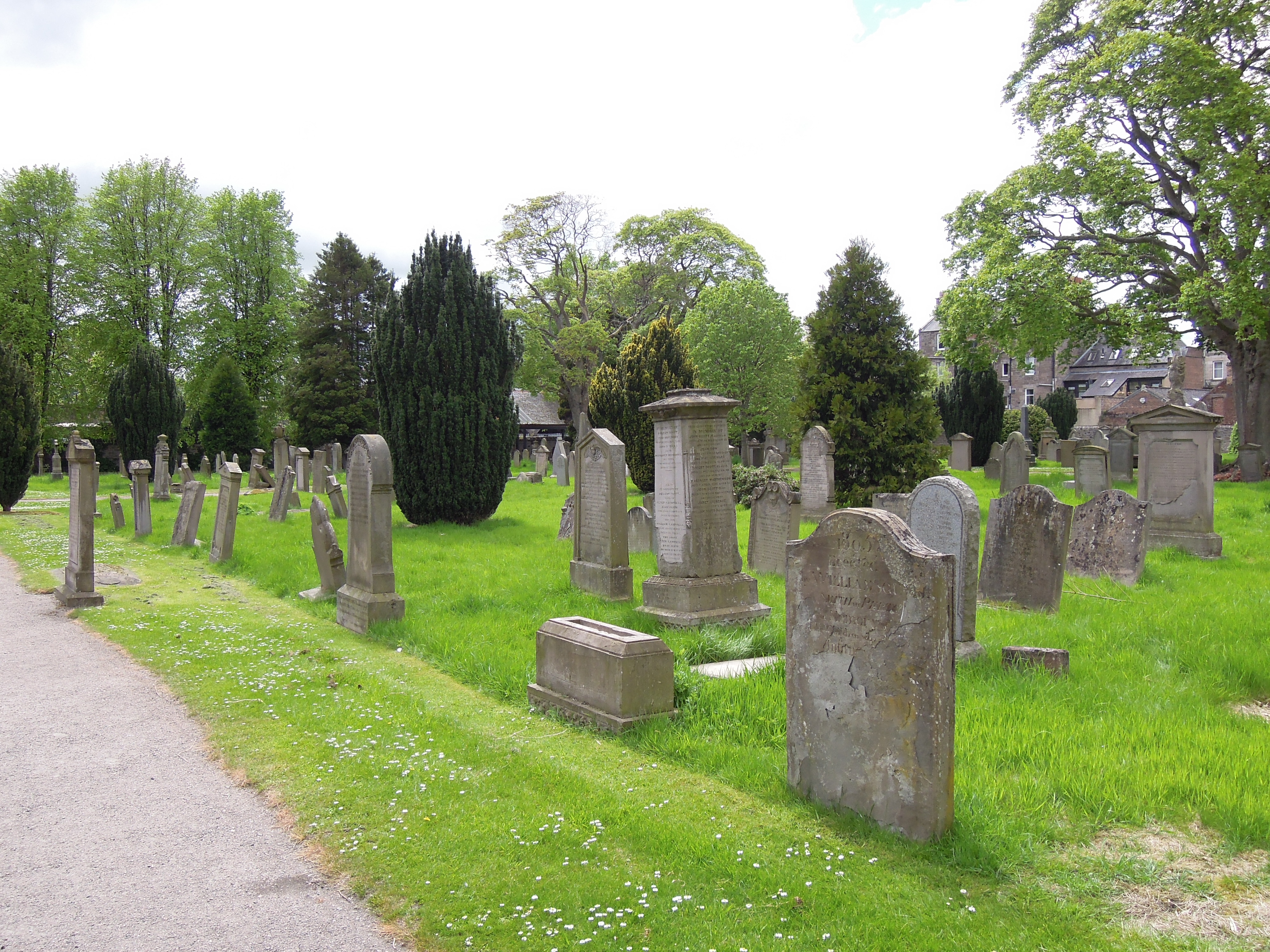
Greyfriars-Friedhof

Der Greyfriars-Friedhof ist ein Friedhof in der schottischen Stadt Perth in der Council Area Perth and Kinross. 1965 wurde das Bauwerk in die schottischen Denkmallisten zunächst in der Kategorie B aufgenommen. Die Hochstufung in die höchste Denkmalkategorie A erfolgte 2009.

## Geschichte
Der Friedhof geht auf ein Kloster des Franziskanerordens (Greyfriars) zurück, das im Jahre 1460 am Standort gegründet wurde. Mit der Reformation wurden im Laufe des 16. Jahrhunderts sämtliche Klöster in Schottland aufgelöst. Im Jahre 1580 wurde das ehemalige Klosterareal zu einem Friedhof umgewidmet. Da Oliver Cromwell in den 1650er Jahren das Steinmaterial des Klosters und der frühen Grabmale zur Errichtung einer südlich gelegenen Zitadelle (Cromwell’s Citadel) benötigte, sind aus dieser Zeit nur wenige Monumente erhalten. Es wird geschätzt, dass rund 300 Monumente dabei verloren gingen. 1795 wurde der Friedhof erweitert und um 1835 durch eine Bruchsteinmauer umfriedet. Um diese Zeit wurde der Friedhof auch durch Reihung der Grabmale strukturiert und durch Pfade begehbar gemacht. Die letzte Bestattung auf dem Greyfriars-Friedhof wurde 1978 vorgenommen. Zwischen 1999 und 2001 wurde der Friedhof restauriert. Auch der Heritage Lottery Fund stellte hierzu finanzielle Mittel bereit.

## Beschreibung
Der Greyfriars-Friedhof befindet sich am Ostrand des historischen Stadtzentrums nahe dem rechten Tay-Ufer. Der älteste erhaltene Grabstein, der Buchan Stone, stammt aus dem Jahre 1580. Die teils elaboriert ornamentierten historischen Grabmale wurden bis in das 19. Jahrhundert errichtet. Darunter ist ein um 1830 entstandenes Mausoleum mit dorischen Pilastern und Gebälk. Die aus dem 17. Jahrhundert stammende Sonnenuhr wurde von einem anderen Standort auf den Friedhof versetzt.